# Wełnicze
Wełnicze (ukr. Вовничі) – wieś na Ukrainie, w obwodzie rówieńskim, w rejonie dubieńskim, w hromadzie Bokujma. W 2019 - 547 mieszkańców.
W okresie międzywojennym wieś znajdowała się w granicach II RP, wchodząc w skład gminy Kniahinin w powiecie dubieńskim, w województwie rówieńskim.